# Har du set Alice?
Har du set Alice? er en dansk film fra 1981.
- Manuskript Brita Wielopolska.
- Instruktion Brita Wielopolska og Mogens Kløvedal.

Blandt de medvirkende kan nævnes:
- Ole Ernst
- Ulla Henningsen
- Otto Brandenburg
- Karen Margrethe Bjerre
- Jannie Faurschou
- Søren Spanning
- Jesper Christensen
- Eva Madsen
- Holger Vistisen
- Margrethe Koytu
- Lone Lindorff
- Jørn Faurschou